# Nelson Gidding
Nelson Gidding (ur. 15 września 1920, zm. 2 maja 2004) – amerykański scenarzysta.
Za scenariusz do filmu I Want to Live! (reżyseria Robert Wise) został razem z Donem Mankiewiczem nominowany do Oscara (w kategorii scenariusza adaptowanego); współpracował z reżyserem Wise także przy filmach The Haunting i Odds Against Tomorrow. 
Niektóre inne scenariusze:
- The Andromeda Strain
- Nine Hours to Rama
- Skullduggery
- Beyond the Poseidon Adventure
- Onionhead

Służył w lotnictwie podczas II wojny światowej, zestrzelony w trakcie lotu bojowego nad Włochami, spędził 18 miesięcy w obozie jenieckim. 
Pracował także jako pedagog w szkole filmowej.